# Sorcerer (banda sonora)
Sorcerer es la banda sonora de la película de 1977 del mismo nombre, compuesta por el grupo alemán de música electrónica Tangerine Dream. Publicada por MCA Records destaca por ser la primera incursión del grupo en el contexto cinematográfico.

## Producción

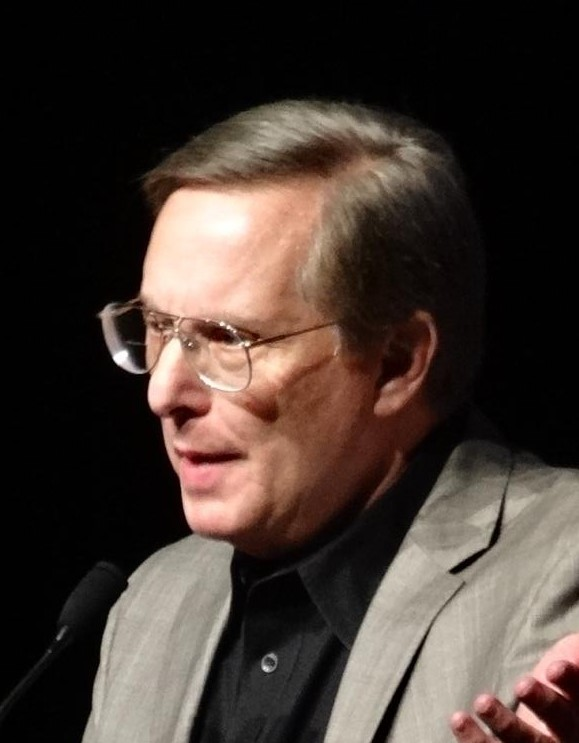
William Friedkin director de Sorcerer

Dirigida por William Friedkin, realizador a su vez de películas como The French Connection (1971) o El Exorcista (1973) Sorcerer es el remake de la cinta El salario del miedo dirigida por Henri-Georges Clouzot en 1953.

"Escuché por primera vez a Tangerine Dream mientras estaba en Munich para el estreno de El Exorcista. Si los hubiera escuchado antes les habría pedido que compusieran la banda sonora de esa película. Un año después nos conocimos en París. Les narré la historia de Sorcerer y les di un guion.(...) Un día, en medio de un bosque en República Dominicana, aproximadamente a seis meses del rodaje llegó una cinta del grupo con noventa minutos de impresiones musicales. Es a partir de esa cinta que se realizó la banda sonora aunque los músicos no habían visto ni como estaba escrita ni imágenes del rodaje. Sin embargo, de alguna manera, pudieron capturar y mejorar cada matiz de cada momento donde se escucha la música. La película y la partitura son inseparables."
William Friedkin 

Según declaró Christopher Franke el encargo les llegó porque Friedkin descubrió la música del grupo siendo de su agrado por su carácter innovador y novedoso. De hecho les pidió que finalizaran la composición de la banda sonora en el proceso de preproducción de la película, que requirió dos años, para poderla reproducir en los sets con los actores.

"Esta fue la primera ocasión en que nos pidieron componer una banda sonora para cine. William Friedkin, que realizó El Exorcista, simplemente nos envió el guion y nos pidió que escribiéramos la música. ¡La película ni siquiera se había empezado a rodar!. Estábamos sorprendidos pero de alguna funcionó bien".
Edgar Froese (1986) 

Aunque el filme no tuvo gran éxito comercial la banda sonora compuesta por el grupo llegó al puesto 25 en las listas inglesas de álbumes y marcó el inicio de una prolífica carrera de composiciones de bandas sonoras en la historia musical de Tangerine Dream.

"Componer una banda sonora es diferente que grabar un álbum de estudio. Tienes que seguir las ideas de los personajes, argumento, acción o el significado de la película. También tienes que tener en cuenta lo que requieren el productor y el director"
Christopher Franke (1986) 

En 1993 el álbum, originalmente publicado en vinilo y casete, fue editado por primera vez en disco compacto. En 2012 se reeditó en una versión remasterizada que no incluía material adicional. Sin embargo en 2014 Tangerine Dream realizó una regrabación completa de la banda sonora, titulándola Sorcerer 2014 (Cinematographic Score), que incluía un segundo disco con material inédito o inspirado por las composiciones originales pero que fueron descartadas.

## Lista de temas
| N.º | Título                      | Escritor(es)                                  | Duración |  |
| 1.  | «Main Title»                | Edgar Froese Christopher Franke Peter Baumann | 5:28     |  |
| 2.  | «Search»                    | Edgar Froese Christopher Franke Peter Baumann | 2:54     |  |
| 3.  | «The Call»                  | Edgar Froese Christopher Franke Peter Baumann | 1:57     |  |
| 4.  | «Creation»                  | Edgar Froese Christopher Franke Peter Baumann | 5:00     |  |
| 5.  | «Vengeance»                 | Edgar Froese Christopher Franke Peter Baumann | 5:32     |  |
| 6.  | «The Journey»               | Edgar Froese Christopher Franke Peter Baumann | 2:00     |  |
| 7.  | «Grind»                     | Edgar Froese Christopher Franke Peter Baumann | 3:01     |  |
| 8.  | «Rain Forest»               | Edgar Froese Christopher Franke Peter Baumann | 2:30     |  |
| 9.  | «Abyss»                     | Edgar Froese Christopher Franke Peter Baumann | 7:04     |  |
| 10. | «The Mountain Road»         | Edgar Froese Christopher Franke Peter Baumann | 1:53     |  |
| 11. | «Impressions Of Sorcerer»   | Edgar Froese Christopher Franke Peter Baumann | 2:55     |  |
| 12. | «Betrayal (Sorcerer Theme)» | Edgar Froese Christopher Franke Peter Baumann | 3:38     |  |

## Personal
- Edgar Froese – Guitarras Fender Stratocaster & Gibson Les Paul Custom, teclados Mellotron Mark V, Grand Piano Steinway y sintetizadores Oberheim Polyphonic, Arp Omni String, PPG, Moog y producción
- Christopher Franke – Sintetizadores Moog Modular, Arp Soloist y Elka String, secuenciadores Projekt Elektronik, Oberheim y Computerstudio Digital, mellotron y producción
- Peter Baumann – Sintetizadores Projekt Elektronik Modular y Arp Soloist, secuenciador Projekt Elektronik, Piano Fender Rhodes, mellotron y producción
- William Friedkin - libreto interior